# Gouy-les-Groseillers
Gouy-les-Groseillers is een gemeente in het Franse departement Oise (regio Hauts-de-France) en telt 39 inwoners (2009). De plaats maakt deel uit van het arrondissement Clermont.

## Geografie
De oppervlakte van Gouy-les-Groseillers bedraagt 3,3 km², de bevolkingsdichtheid is dus 11,8 inwoners per km².
De onderstaande kaart toont de ligging van Gouy-les-Groseillers met de belangrijkste infrastructuur en aangrenzende gemeenten.

## Demografie
Onderstaande figuur toont het verloop van het inwonertal (bron: INSEE-tellingen).

1. ↑  Populations de référence 2022.